# Infección por derrame
La infección por derrame, también conocida como derrame de patógenos y evento de propagación, ocurre cuando una población de reservorios con una alta prevalencia de patógenos entra en contacto con una nueva población de huéspedes. El patógeno se transmite desde la población del reservorio y puede o no transmitirse dentro de la población huésped.

## Zoonosis indirectas
El derrame es un evento común. De hecho, más de dos tercios de los virus humanos son zoonóticos, es decir, de origen no humano. La mayoría de los eventos de derrame dan como resultado casos autolimitados sin transmisión adicional de humano a humano, como ocurre, por ejemplo, con la rabia, el ántrax, la histoplasmosis o la hidatidosis. Los humanos pueden transmitir otros patógenos zoonóticos para producir casos secundarios e incluso establecer cadenas limitadas de transmisión. Algunos ejemplos son los filovirus Ebola y Marburg, los coronavirus MERS y SARS o algunos virus de la gripe aviar. Finalmente, algunos pocos casos de propagación pueden dar como resultado la adaptación final del microbio a los humanos, que se convirtieron en un nuevo reservorio estable, como ocurrió con el virus del VIH que generó la pandemia del SIDA. De hecho, la mayoría de los patógenos que actualmente son exclusivos de los humanos probablemente fueron transmitidos por otros animales en algún momento del pasado. Si el historial de adaptación mutua es lo suficientemente largo, se pueden establecer asociaciones permanentes entre el huésped y el microbio, lo que provoca una evolución conjunta e incluso la integración permanente del genoma del microbio en el genoma humano, como es el caso de los virus endógenos. Cuanto más cerca estén las dos especies en términos filogenéticos, más fácil será para los microbios superar la barrera biológica para producir efectos secundarios exitosos. Por esta razón, otros mamíferos son la principal fuente de agentes zoonóticos para los humanos.[cita requerida]
La propagación zoonótica ha aumentado en los últimos 50 años, principalmente debido al impacto ambiental de la agricultura, que promueve la deforestación, el cambio del hábitat de la vida silvestre y los impactos del aumento del uso de la tierra.

## Derrames intraespecie
Los abejorros criados comercialmente, utilizados para polinizar invernaderos, pueden ser reservorios de varios parásitos para los polinizadores, incluidos los protozoos Crithidia bombi y Apicystis bombi, los hongos microsporidios Nosema bombi y Nosema ceranae, así como otros virus, como el virus del ala deformada y los ácaros traqueales Locustacarus buchneri. Las abejas comerciales que escapan del ambiente de invernadero pueden infectar a las poblaciones de abejas silvestres. La infección puede ser a través de interacciones directas entre las abejas manejadas y silvestres o mediante el uso compartido de flores y la contaminación. Un estudio encontró que la mitad de todas las abejas silvestres encontradas cerca de los invernaderos estaban infectadas con C. bombi. Las tasas y la incidencia de infección disminuyen dramáticamente cuanto más lejos de los invernaderos se encuentran las abejas silvestres. Los casos de contagio entre abejorros están bien documentados en todo el mundo,  particularmente en Japón, América del Norte y el Reino Unido.